# Igreja dos Santos Marcelino e Pedro em Latrão
Santi Marcellino e Pietro al Laterano é uma igreja titular de Roma localizada na Via Merulana. Ela é dedicada aos santos Marcelino e Pedro, dois mártires romanos cujas relíquias foram levadas para lá em 1256.
O cardeal-presbítero do Título de Santos Marcelino e Pedro é o arcebispo de Praga Dominik Duka.

## História
A primeira igreja no local foi construída pelo papa Sirício no século IV, perto da Catacumba de Marcelino e Pedro na Via Labicana, com um hospício anexo e que logo se tornou um centro de peregrinação. A igreja foi restaurada pelo papa Gregório III no século VIII. No século seguinte, quando as igrejas cristãs que passaram a ser construídas no território da antiga Germânia, recém-convertido, precisavam de relíquias, as relíquias de Marcelino e Pedro foram transferidas das catacumbas para Seligenstadt.
A igreja foi novamente restaurada em 1256 pelo papa Alexandre IV e as relíquias foram trazidas de volta.
A igreja atual tem sua origem na reconstrução patrocinada pelo papa Bento XIV em 1751, que a deixou com a presente forma exterior cúbica, cortada pilastras num estilo próximo ao Neoclassicismo, um domo de clara inspiração em Borromini e uma fachada de Girolamo Theodoli. Após esta restauração, a igreja foi doada aos carmelitas descalços, que serviram ali até 1906.

## Interior
A igreja tem a planta baixa em forma de cruz grega.
À esquerda da nave está um altar dedicado à Virgem Maria, com um cópia da "Glória da Virgem com Anjos, São José e Santa Rita" de Guido Reni. Próximo está a Capela da Reconciliação. Uma imagem dos patrocinadores da igreja foi colocada na primeira coluna à esquerda da entrada durante a restauração, com uma inscrição relatando o fato. A peça-de-altar de Gaetano Lapis representando o martírio dos santos é fruto da última restauração. Uma pequena capela dedicada à Nossa Senhora de Lourdes foi construída no canto sudeste, próxima à capela de São Gregório, o Grande, com uma pintura dela no teto feita por N. Caselli em 1903.

## Galeria

Imagens da igreja
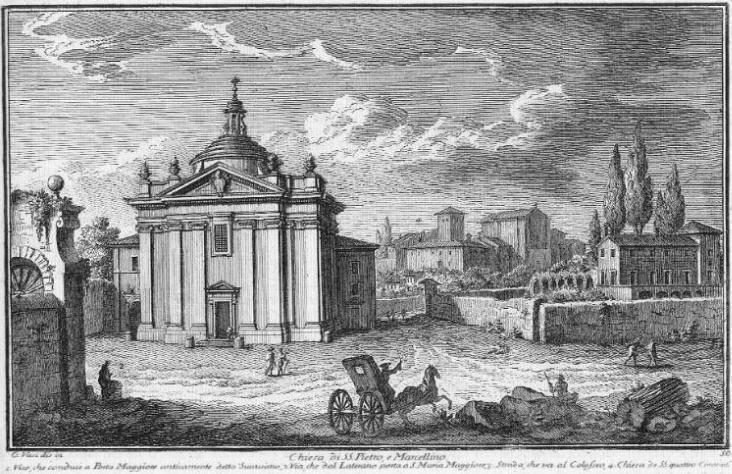
Gravura de Giuseppe Vasi (1753).
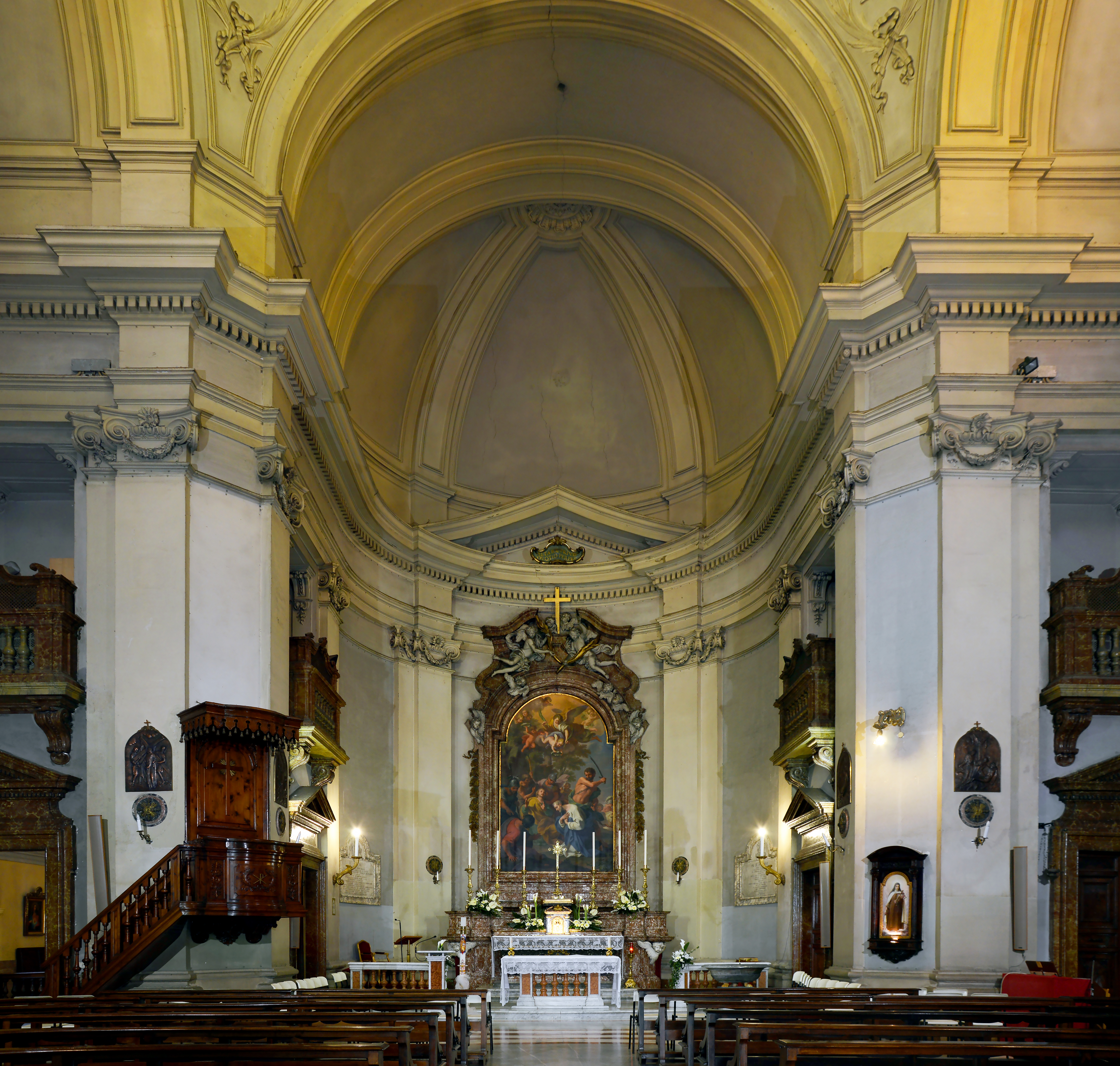
Vista do interior
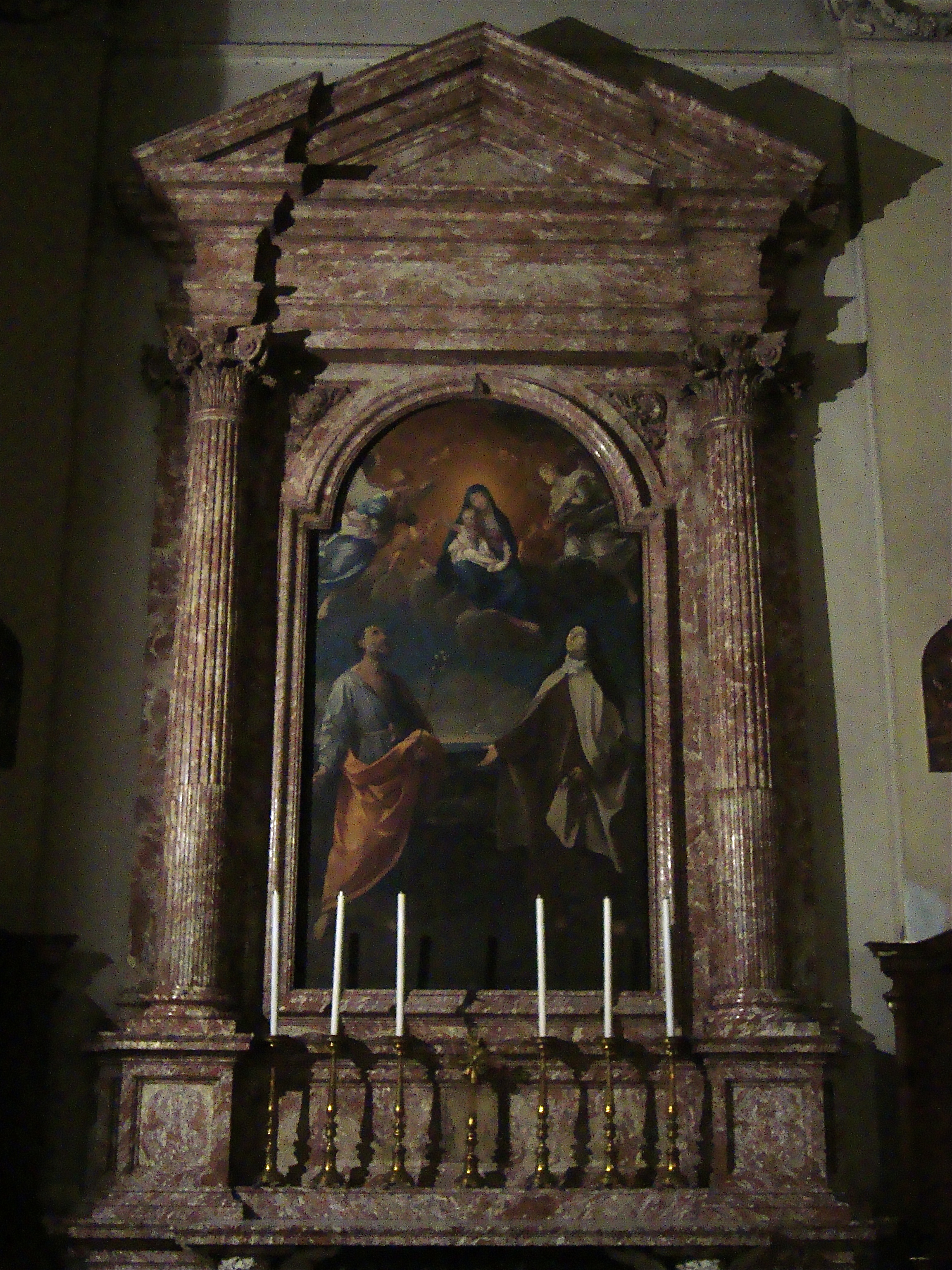
"Glória da Virgem com Anjos, São José e Santa Rita", cópia da obra de Guido Reni